# Bugbear Entertainment
Bugbear Entertainment Oy ist ein finnisches Entwicklungsstudio für Videospiele mit Sitz in Helsinki, das im Jahr 2000 von Janne Alanenpää gegründet wurde. Das Unternehmen ist für die FlatOut-Reihe und für Wreckfest bekannt. Im November 2018 wurde das Unternehmen mehrheitlich von THQ Nordic übernommen.

## Geschichte
Bugbear Entertainment wurde im Jahr 2000 von Janne Alanenpää in Helsinki gegründet. Am 14. November 2018 gab THQ Nordic bekannt, 90 % von Bugbear erworben zu haben, wobei die Möglichkeit offen blieb, die restlichen 10 % später zu erwerben. Zu diesem Zeitpunkt hatte Bugbear 18 Mitarbeiter und wurde von Alanenpää geleitet. Bugbear beschäftigt seit Juni 2019 21 Mitarbeiter.

## Entwickelte Spiele
| Titel                     | Publisher          | Jahr |
| ------------------------- | ------------------ | ---- |
| Rally Trophy              | JoWooD Productions | 2001 |
| Tough Trucks              | Activision         | 2003 |
| FlatOut                   | Empire Interactive | 2004 |
| Glimmerati                | Nokia              | 2005 |
| FlatOut 2                 | Empire Interactive | 2006 |
| FlatOut: Ultimate Carnage | Empire Interactive | 2007 |
| Sega Rally Revo           | Sega               | 2007 |
| Ridge Racer Unbounded     | Namco Bandai Games | 2012 |
| Wreckfest                 | THQ Nordic         | 2018 |
| Stuntfest                 | THQ Nordic         | 2018 |